# KulturKanal

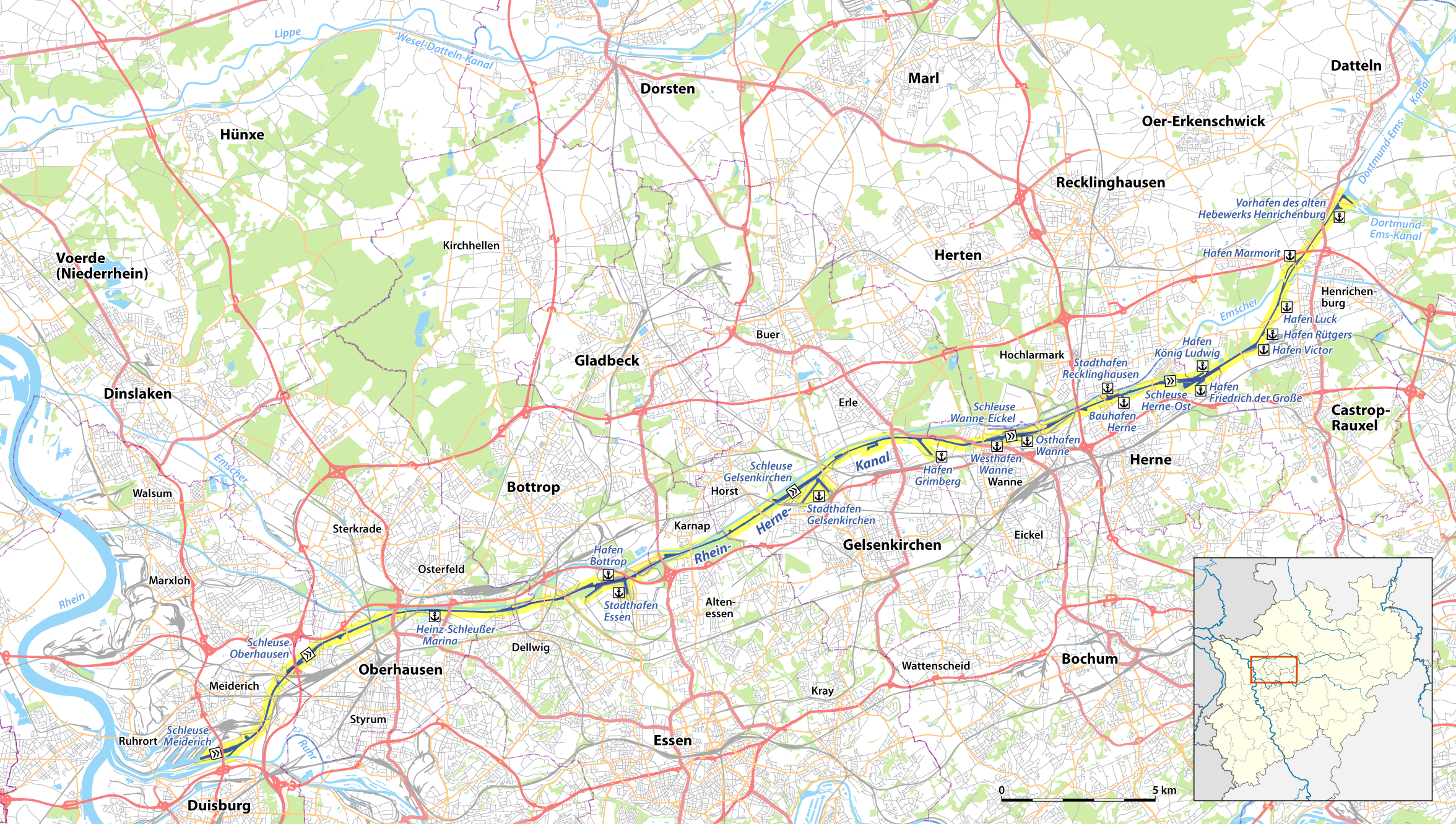
Karte des Kanals mit Häfen, Schleusen u. v. a. m.

KulturKanal ist ein Kulturprojekt, das im Rahmen der Kulturhauptstadt Europas RUHR.2010 eingeführt wurde. Geographischer Fokus des Projekts ist das ehemals vom Kohletransport geprägte Gebiet um den Rhein-Herne-Kanal. Mit Herne als Initiator und Projektträgerstadt schlossen sich dabei erstmals alle zehn Anrainerstädte entlang der Wasserstraße zusammen, um Kunst und Kultur zu fördern, sowie infrastrukturelle Verbesserungen zu initiieren.
Das Einzugsgebiet des KulturKanals verläuft durch die Metropole Ruhr quer durch den Emscher Landschaftspark. Er erstreckt sich vom Innenhafen Duisburg über Rhein, Hafenkanal, Rhein-Herne-Kanal und Dortmund-Ems-Kanal bis zum Dattelner Meer. Der KulturKanal gilt nach Angaben der RUHR.2010 als eines der nachhaltigsten Kulturhauptstadtprojekte. Die Stadt Herne hat inzwischen als Projektträgerstadt an dem Wettbewerb „Erlebnis.NRW“ teilgenommen. Im Rahmen des Beitrags „Rhein-Herne-Kanal: Ort der Kultur und die Schleuse zum Emscher Landschaftspark“ empfahl die Jury das Projekt zur Förderung beim NRW-Wirtschaftsministerium.
Seit 2012 wird der KulturKanal nun unter der Federführung des Regionalverband Ruhr (RVR) im Rahmen des Förderprogramms Erlebnis.NRW gefördert. Bis 2015 werden RVR und Anrainerkommunen mit den Partnern Wasser- und Schifffahrtsamt Duisburg-Meiderich (WSA), ADFC-NRW, Emschergenossenschaft und Ruhr Tourismus GmbH das touristische Profil des KulturKanals schärfen.

## Künstlerisches Konzept

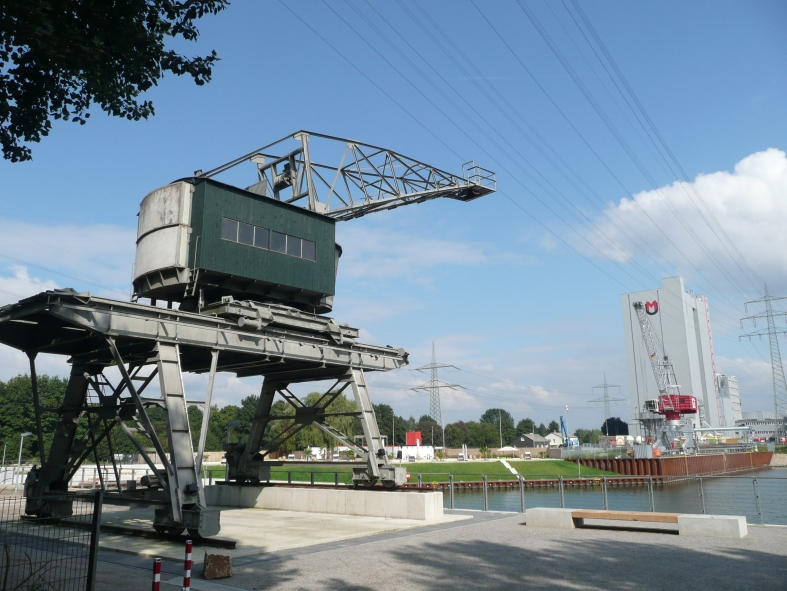
Der Stadthafen Recklinghausen, Ort der Eröffnungsveranstaltung.

Den Veranstaltern ging es darum, den Kanal für Mensch, Kultur und Freizeit zu erobern. Das Projekt verschrieb sich dabei insbesondere der Aufwertung der Nutzungs- und Aufenthaltsqualität des öffentlichen Raums entlang der Wasserstraße in langfristiger Zusammenarbeit – zunächst jedoch durch Interventionen im Bereich Kultur und Kunst. Dies geschah im Laufe des Programms über eine Strecke von rund 70 Kilometern und umfasste dabei die Ruhrgebietsstädte Duisburg, Oberhausen, Essen, Bottrop, Gelsenkirchen, Herne, Recklinghausen, Castrop-Rauxel, Waltrop sowie Datteln. Sie wurden für die Dauer des Projekts mit monatlich gesetzten Schwerpunkten und in Verbindung mit weiteren Kulturhauptstadtprojekten auf der Emscherinsel gezielt zu kulturellen Spielorten. Im Mittelpunkt des Projekts standen sowohl die vielfältigen Fahrtmöglichkeiten auf dem Wasser, als auch das Erleben am Wasser.

## Maßnahmen bis 2010
Neue dauerhafte Fahrgastschiffanleger (z. B. an der Künstlerzeche Unser Fritz 2/3, Herne) wurden gebaut und es folgen neue z. B. in Castrop-Rauxel auf der Wartburginsel, in Gelsenkirchen-Bismarck und in Bottrop-Ebel. Es fand eine Intensivierung der Personenschifffahrt durch regelmäßig fahrende Pendelschiffe statt. Für das Radwegnetz entlang der Ufer entstand eigens ein Radkulturführer.
Das Kartenset stellt die Sehenswürdigkeiten am KulturKanal im Emscher Landschaftspark vor. Es zeigt erstmals die durchgängig befahrbaren Radwege am Nord- und Südufer.

## Zentrale Programmpunkte

### 1 – „KanalGlühen: Non Stop City“
Unter dem Programmpunkt „KanalGlühen: Non Stop City“ fanden zwischen April und Juni nächtliche Lichterfahrten statt. In der von Erik Göngrich und raumlaborberlin entworfenen Arbeit NON STOP CITY wurde mittels Projektionen und Zeichnungen ein „zugleich hyperreales und utopisches Bild der Stadt“ entworfen. Dies äußerte sich in Form von Bildern und Texten, die während der mehrstündigen Fahrten unsichtbare Informationen über die Kanallandschaft sichtbar machen sollen, ebenso wie durch die Landschaft transformierende Lichtprojektionen und akustische Signale.

### 2 – Bilder am Kanal

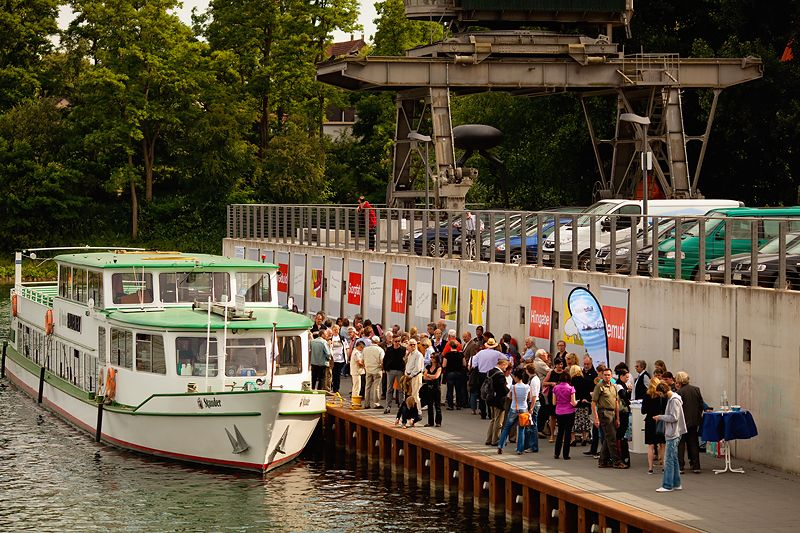
KulturKanal, Hafen Recklinghausen

Seit Juni 2010 ist von Duisburg bis Datteln entlang des Kanals ein künstlerisches Leitsystem in Form einer 25-jährigen Freiluftausstellung für Besucher zugänglich. Bestehend aus großen, skulpturalen Tableaus an 15 Uferstandorten soll es dauerhaft als „verbindendes und sinnfälliges Element mit Signalcharakter im Emscher Landschaftspark“ dienen. Auf den 5,95 × 3,4 m großen Tableaus selber sind verschiedene Aspekte wie Menschen, Landschaft und Architektur der Region künstlerisch dargestellt.
Dem vorausgegangen war ein Wettbewerb Anfang Dezember 2009 mit dem Aufruf, Bilder für ein künstlerisches Leitsystem am KulturKanal zu gestalten. 135 Künstler aus NRW bewarben sich und reichten über 800 Entwürfe ein. Die Jury wählte jeweils fünf grafische Arbeiten der Künstler Bernd Zamel (Hagen) und Markus Hanakam (Essen) sowie des Künstlerduos Petra Weifenbach und Axel Siefer (Köln) aus.
An folgenden Standorten sind die Arbeiten der Künstler zu finden:
- 1/15 Bernd Zamel / Duisburg (Zusammenfluss Rhein-Herne-Kanal/Ruhr)
- 2/15 Markus Hanakam / Duisburg (Hafen Neumühl)
- 3/15 Petra Weifenbach und Axel Siefer / Oberhausen (Schleuse Oberhausen)
- 4/15 Markus Hanakam / Oberhausen (östlich Konrad-Adenauer-Brücke)
- 5/15 Bernd Zamel / Oberhausen (Städtedreieck Oberhausen-Essen-Bottrop)
- 6/15 Markus Hanakam / Bottrop (Berne Düker)
- 7/15 Petra Weifenbach und Axel Siefer / Essen (Zweigertbrücke)
- 8/15 Markus Hanakam / Gelsenkirchen (Nordsternpark)
- 9/15 Petra Weifenbach und Axel Siefer / Gelsenkirchen (Stadtquartier Graf Bismarck)
- 10/15 Markus Hanakam / Herne (Resser Wald)
- 11/15 Bernd Zamel / Herne (Schleuse Wanne-Eickel)
- 12/15 Bernd Zamel / Herne (Stadthafen Recklinghausen)
- 13/15 Petra Weifenbach und Axel Siefer / Castrop-Rauxel (Bladenhorster Brücke)
- 14/15 Bernd Zamel / Castrop-Rauxel (Wartburginsel)
- 15/15 Petra Weifenbach und Axel Siefer / Waltrop (Altes Schiffshebewerk Henrichenburg)

Fotos

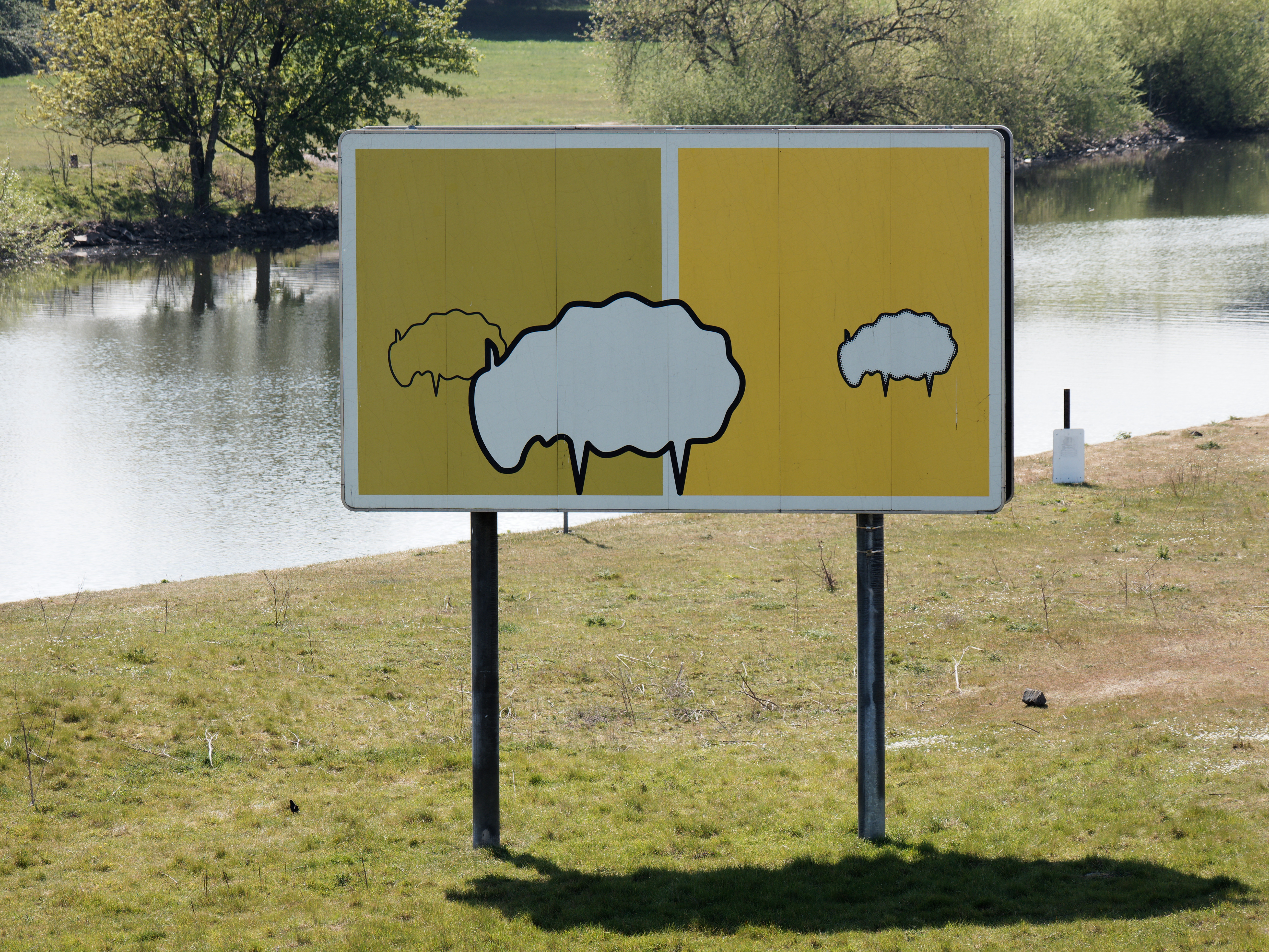
1/15
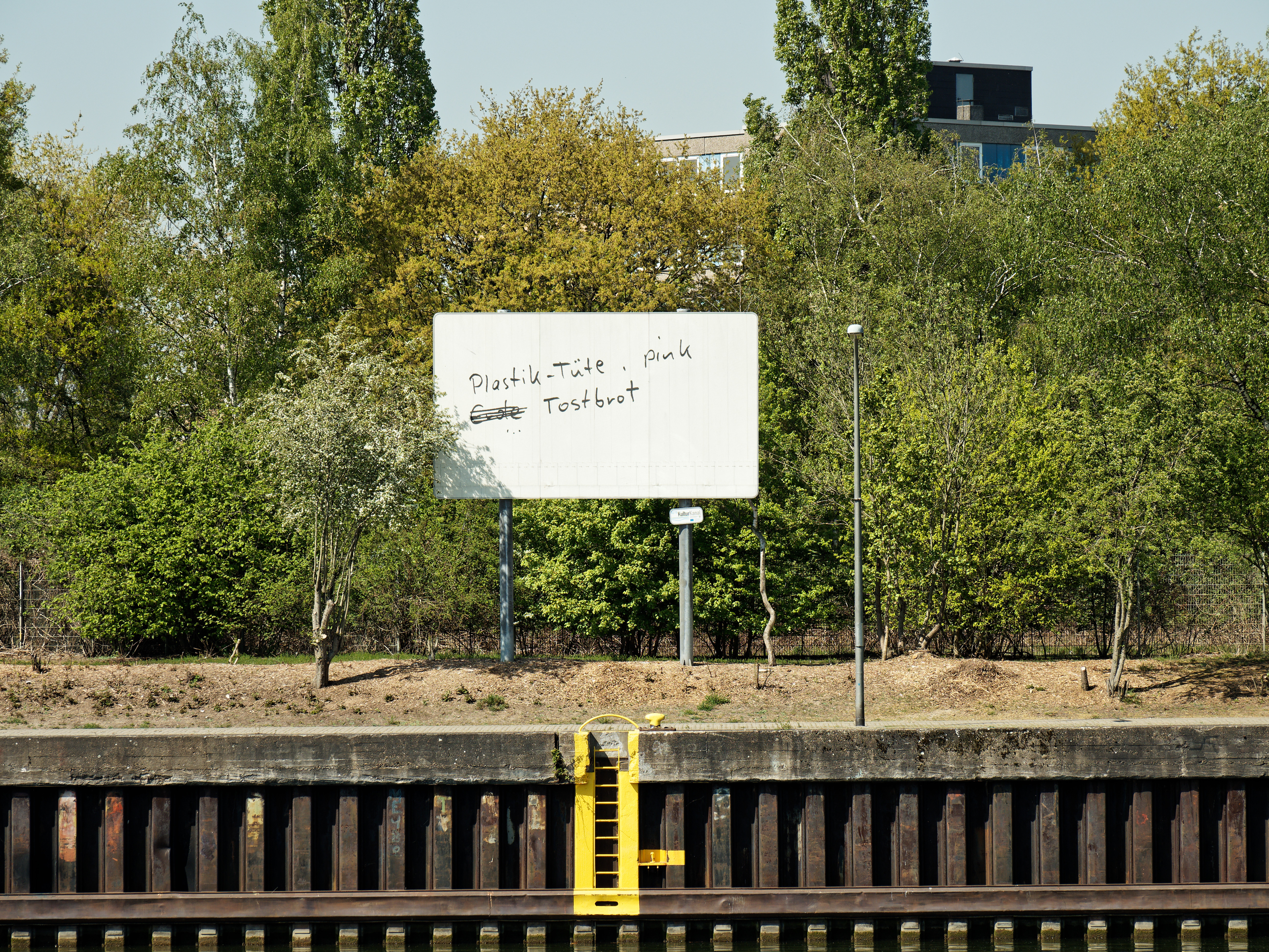
2/15
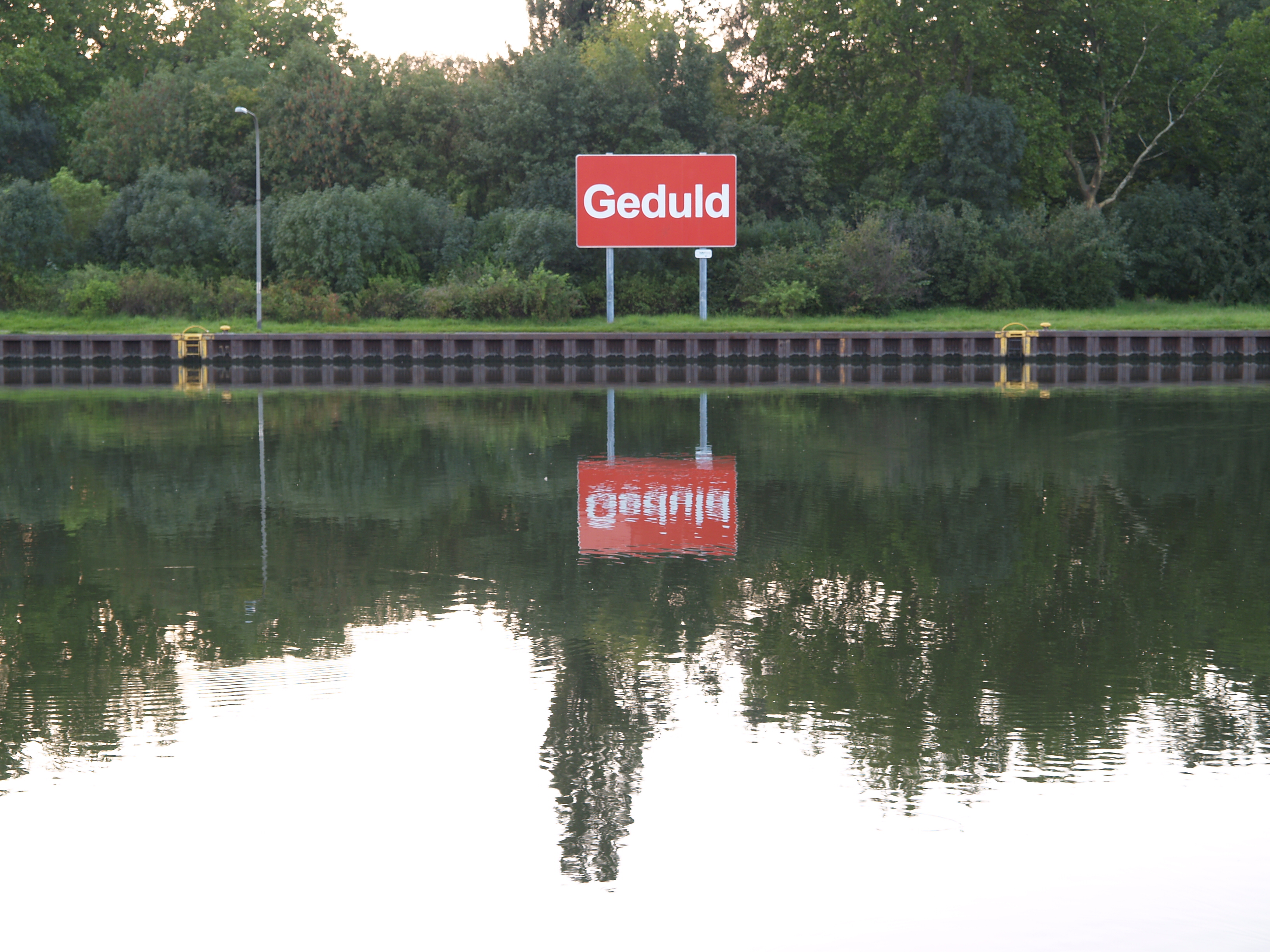
3/15
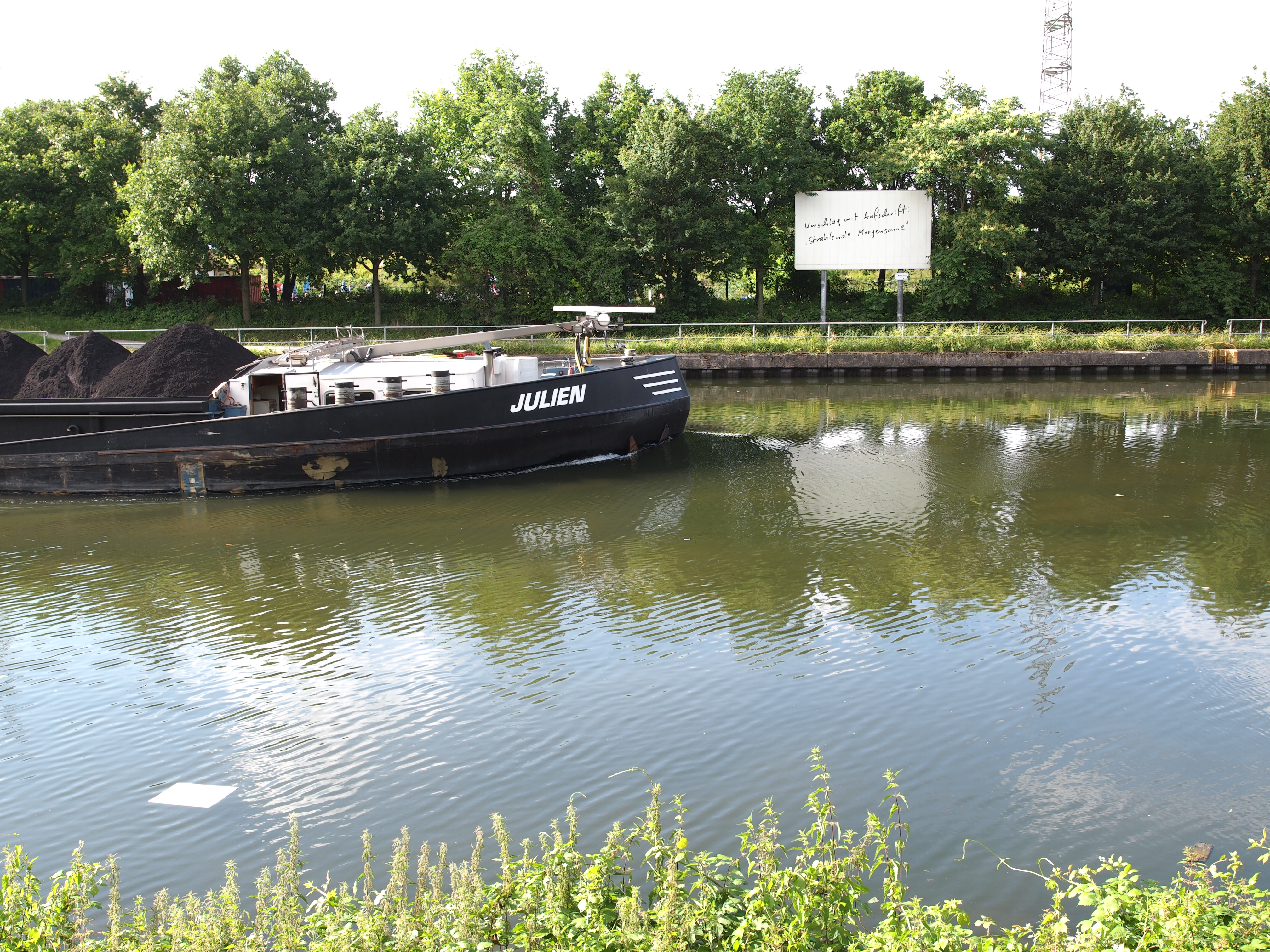
4/15
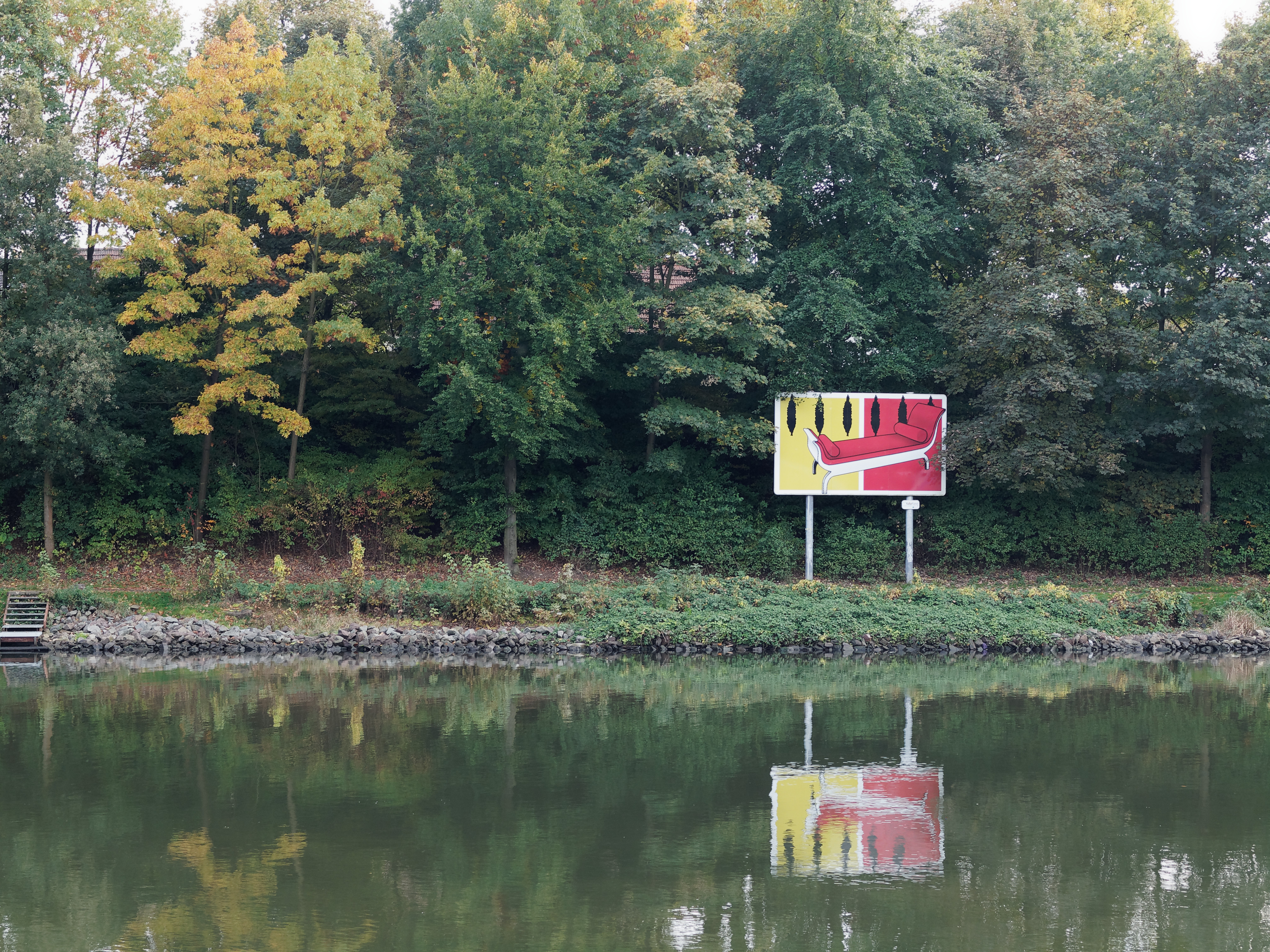
5/15
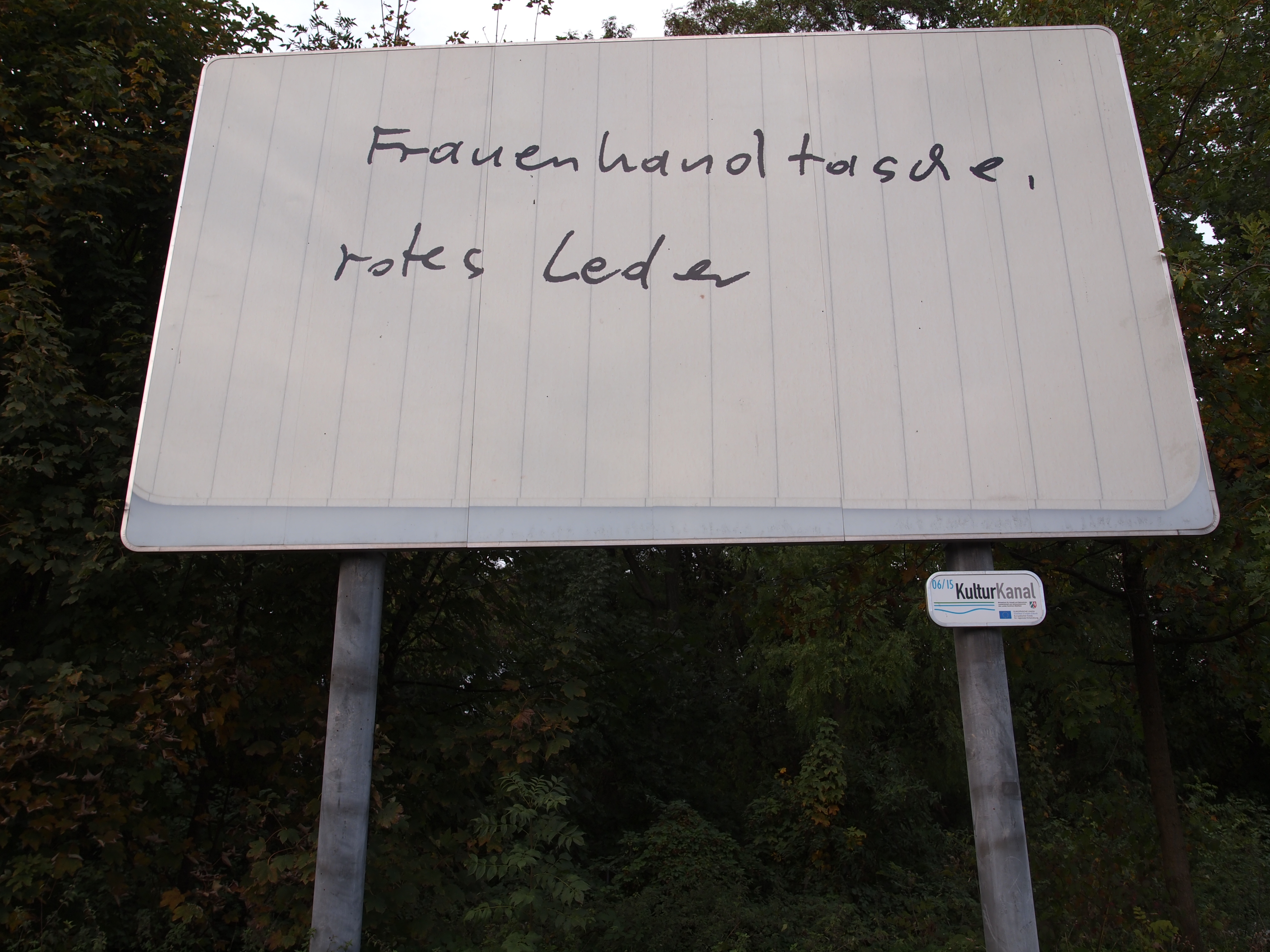
6/15
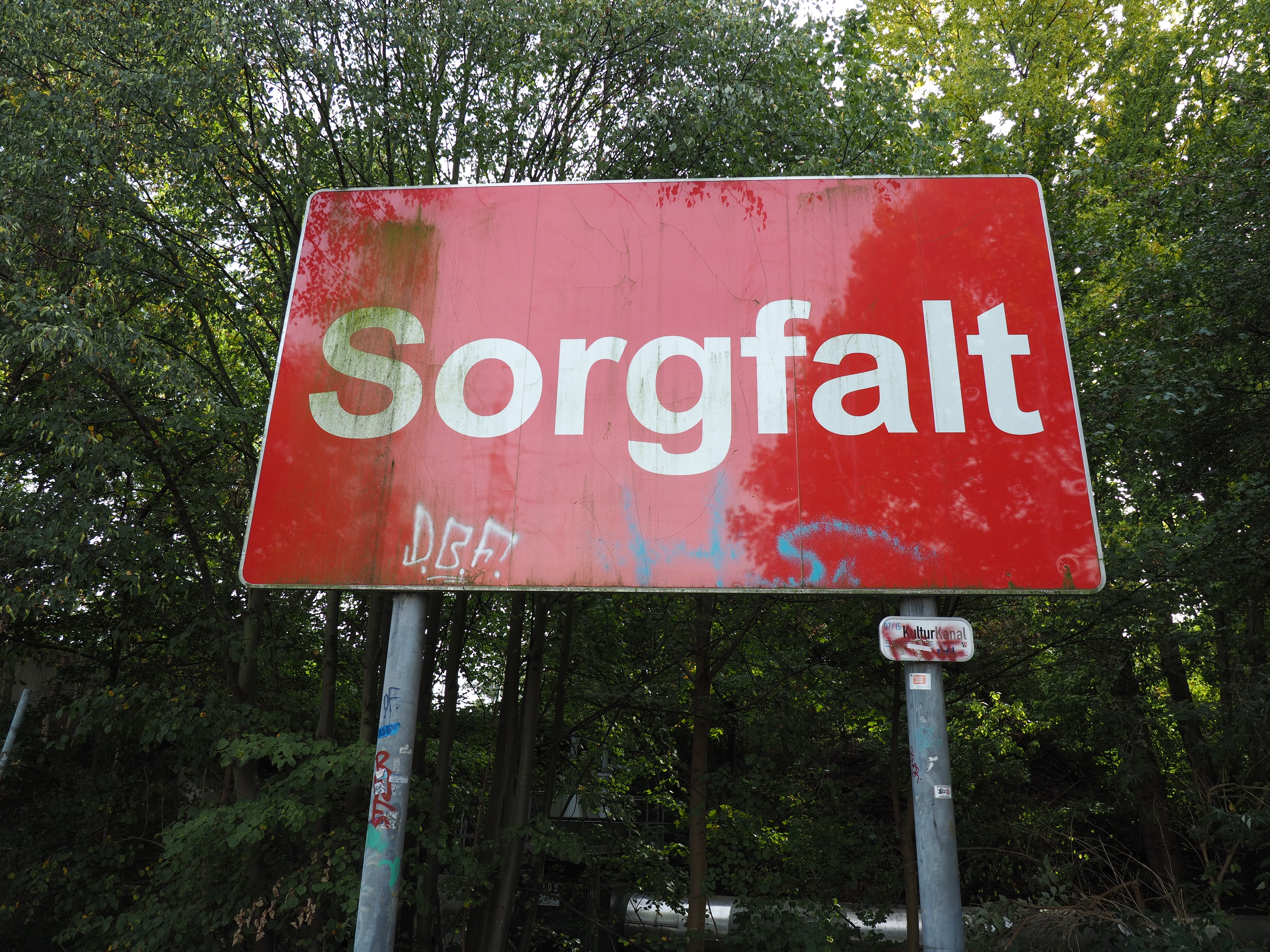
7/15
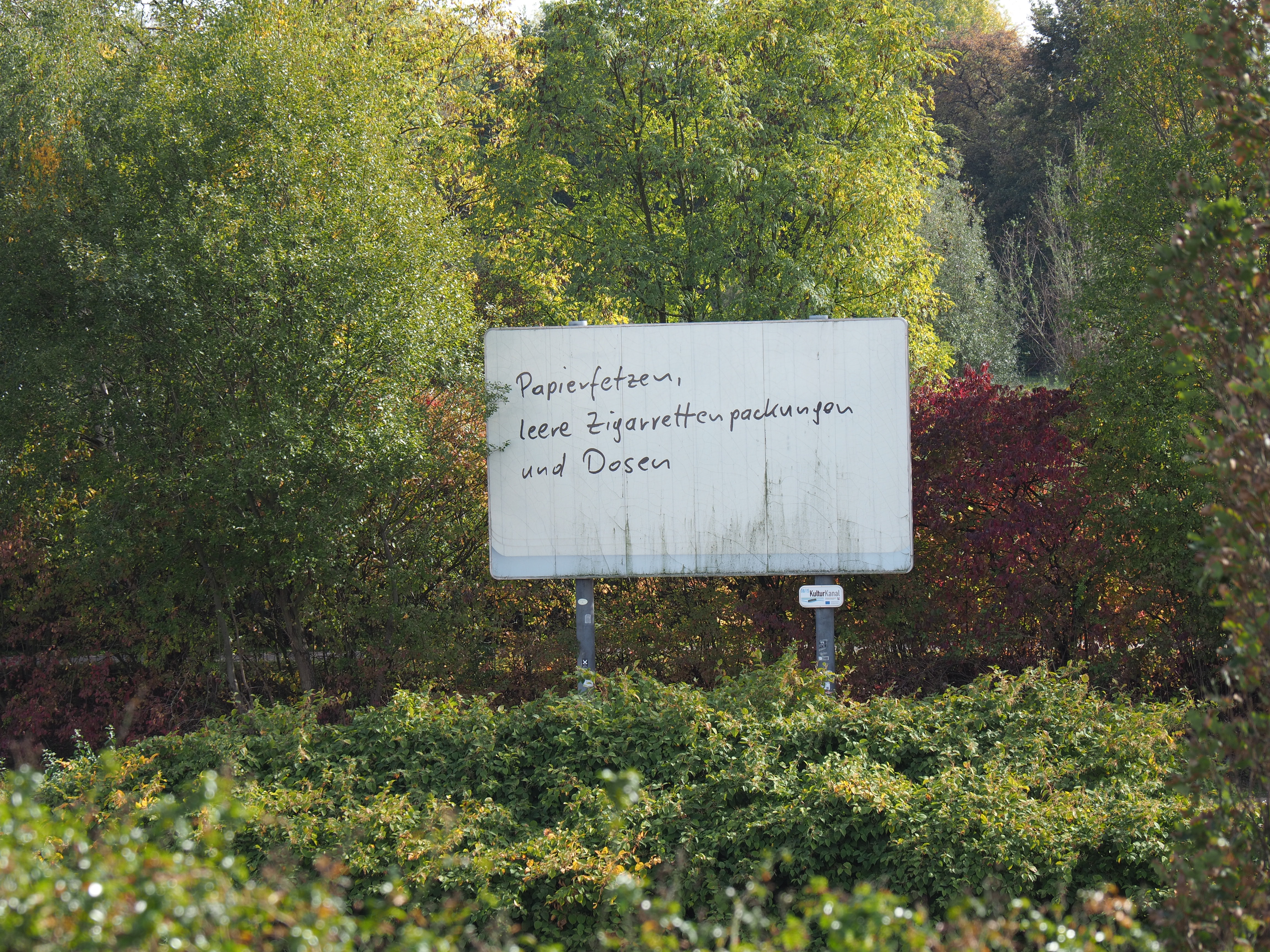
8/15
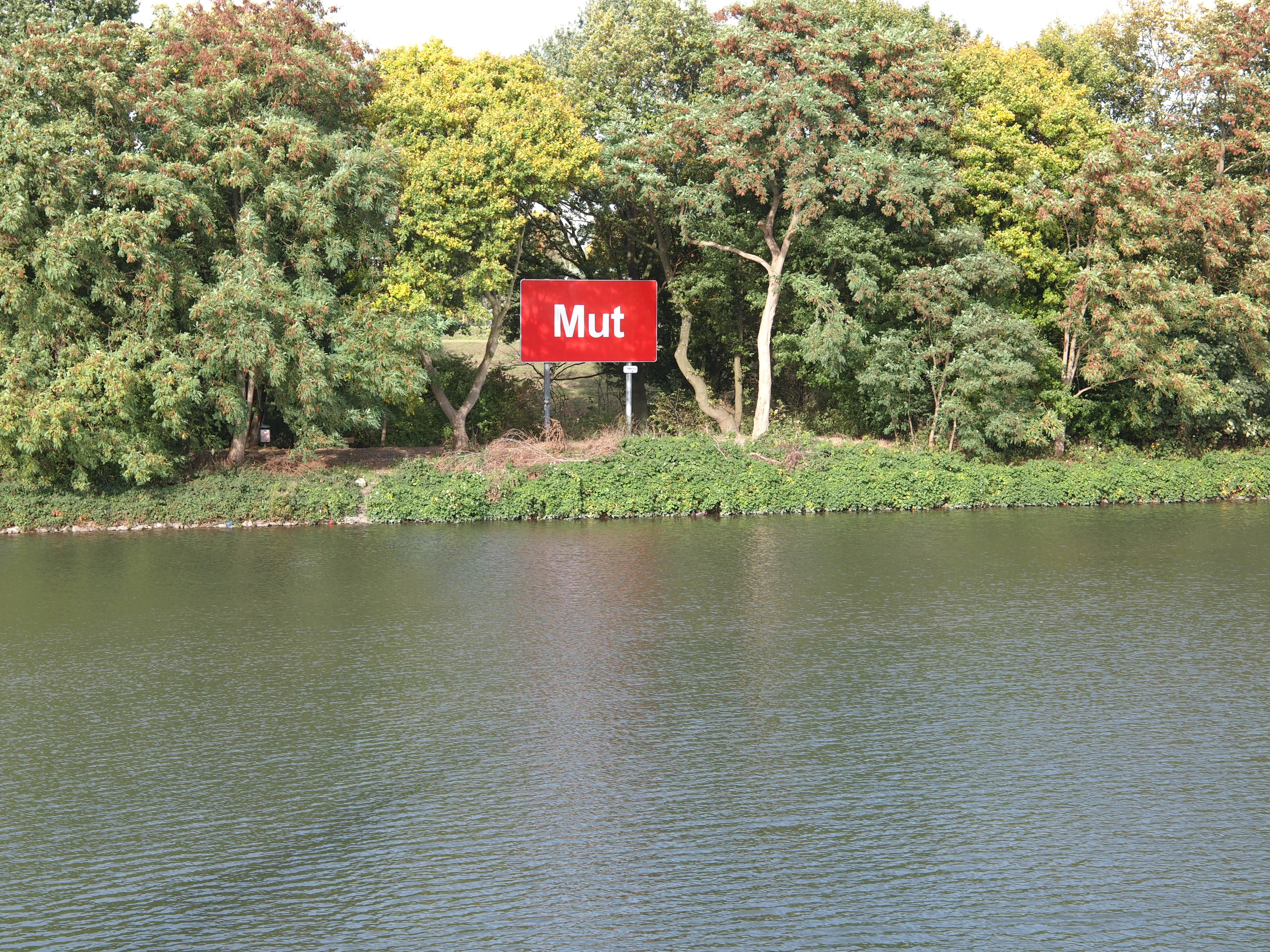
9/15
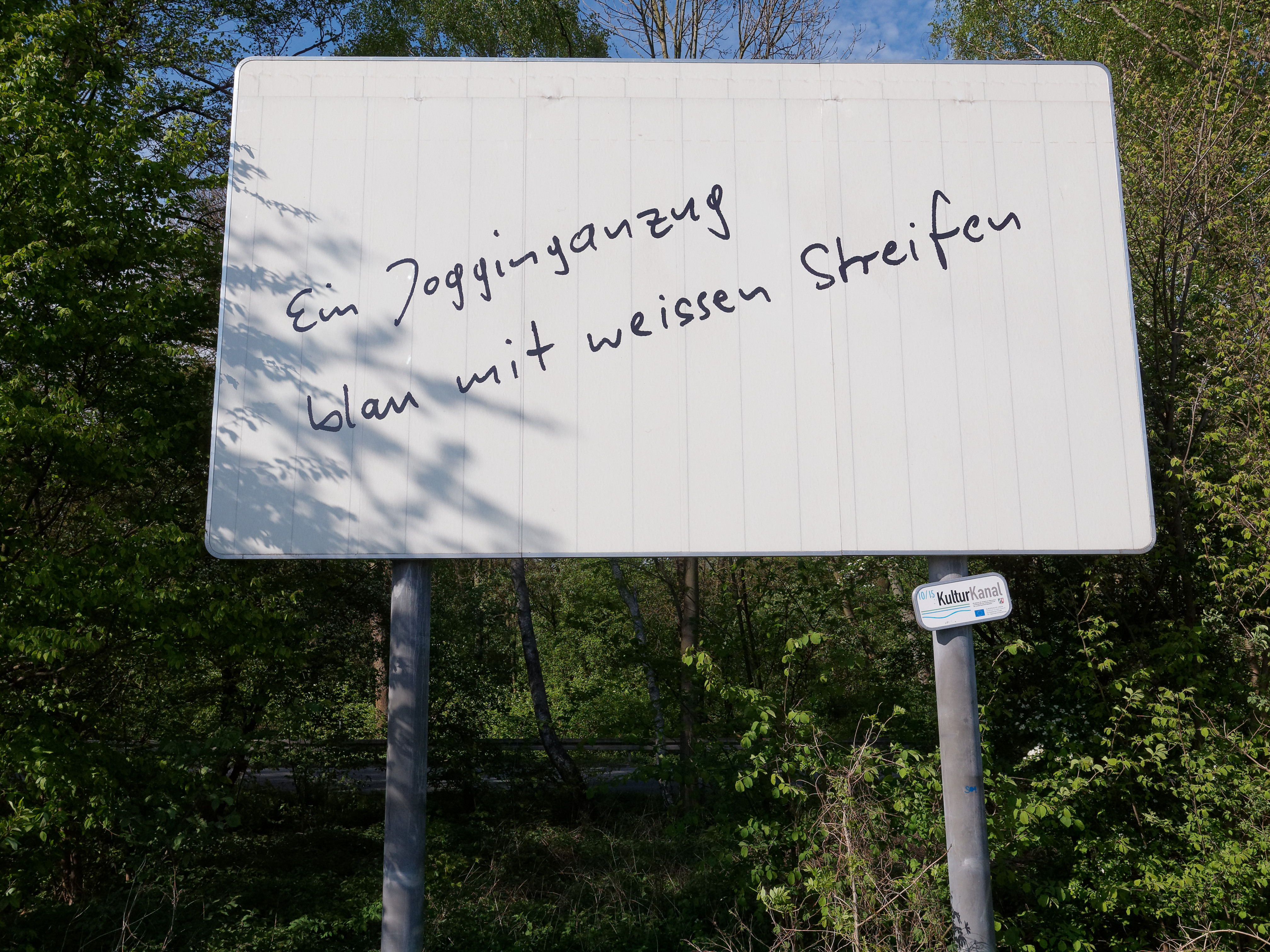
10/15
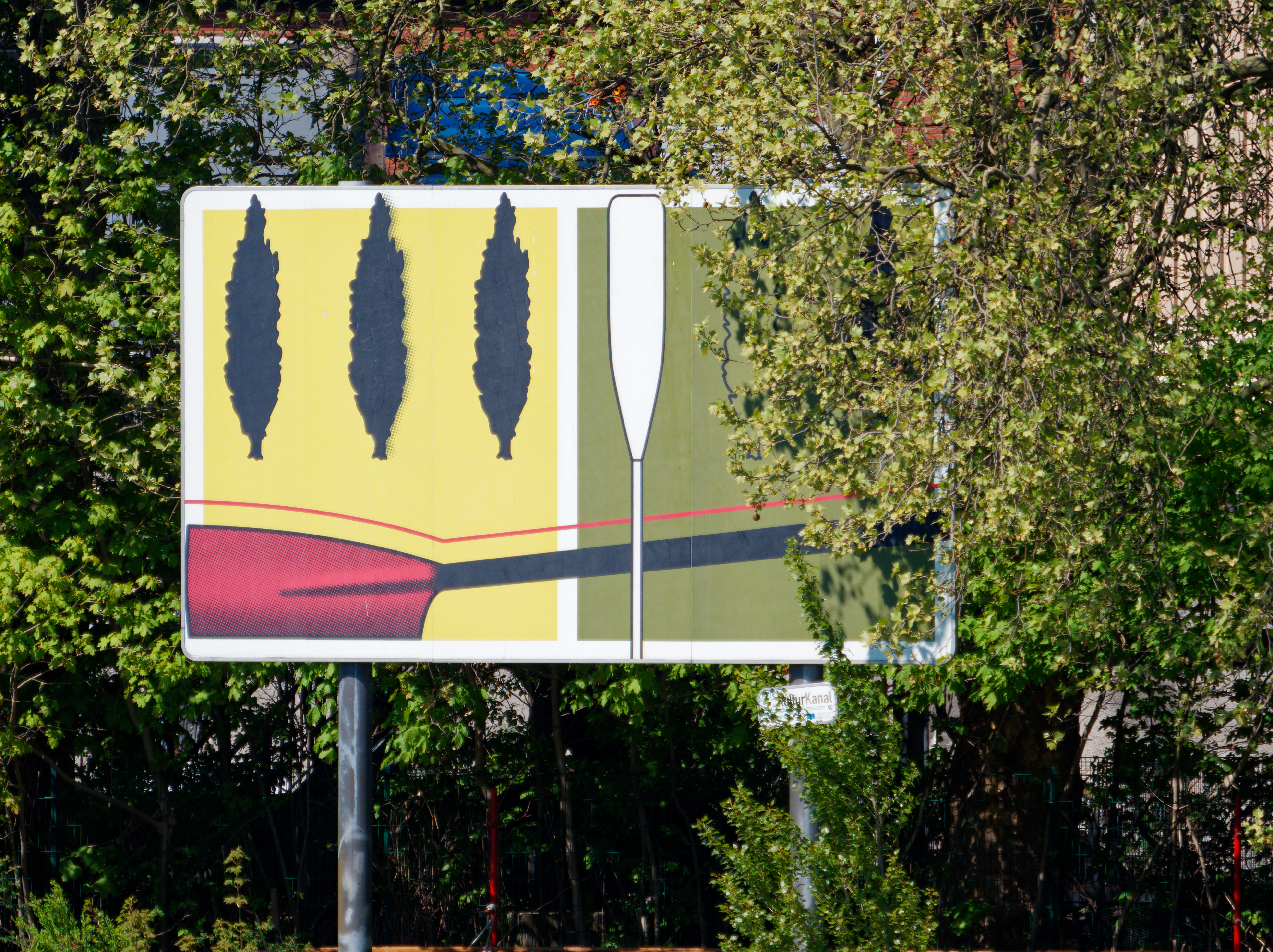
11/15
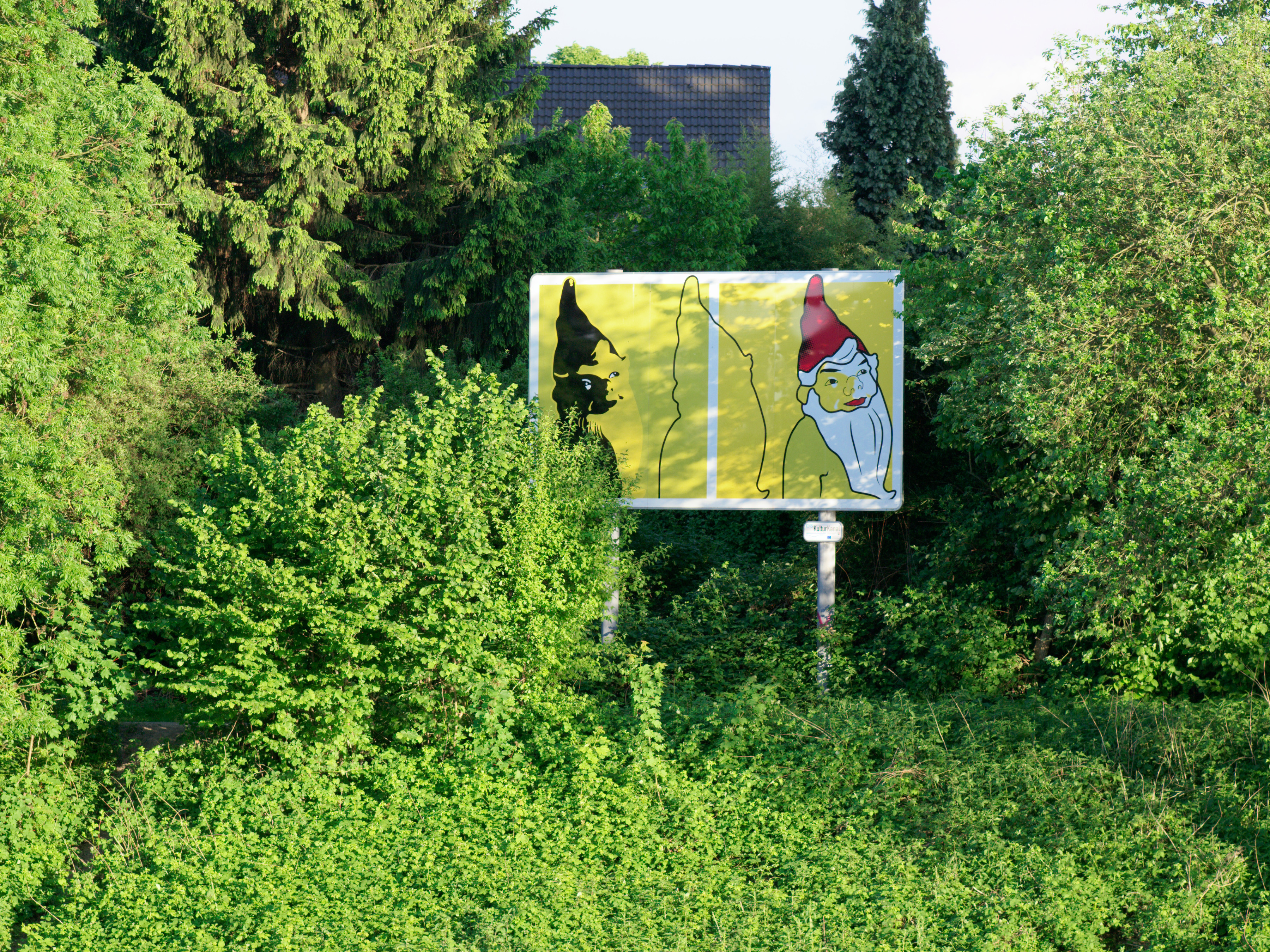
12/15
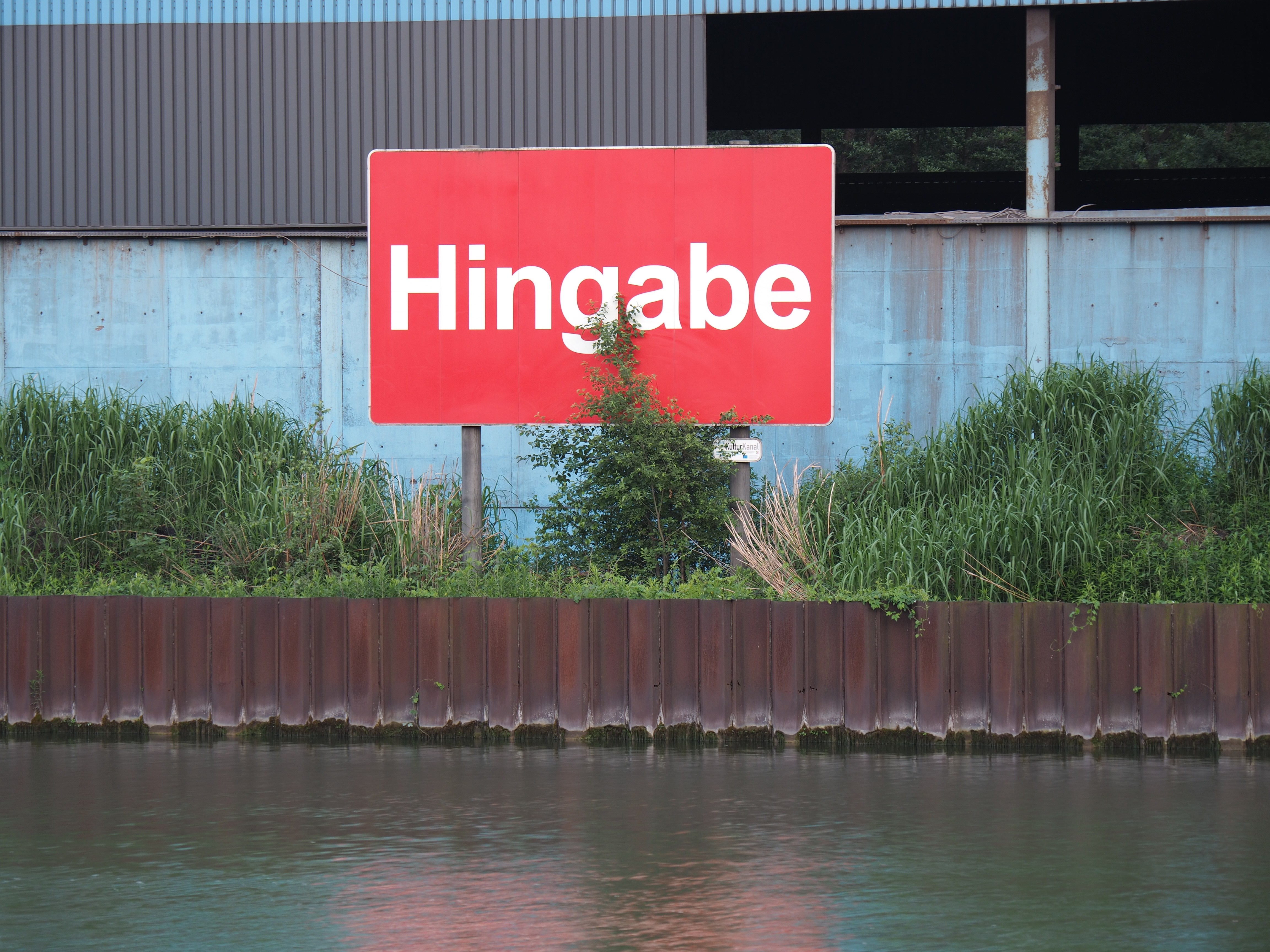
13/15
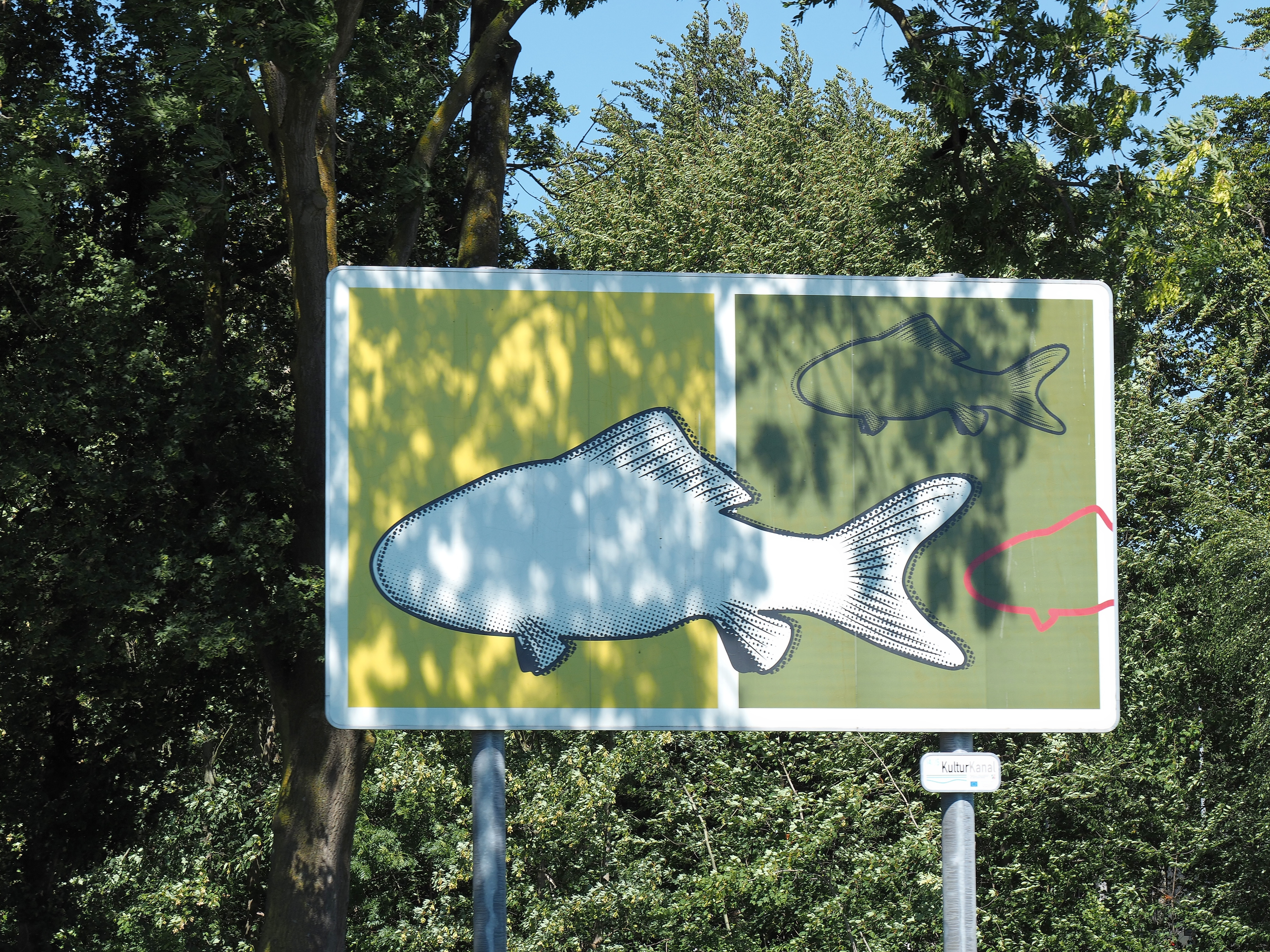
14/15
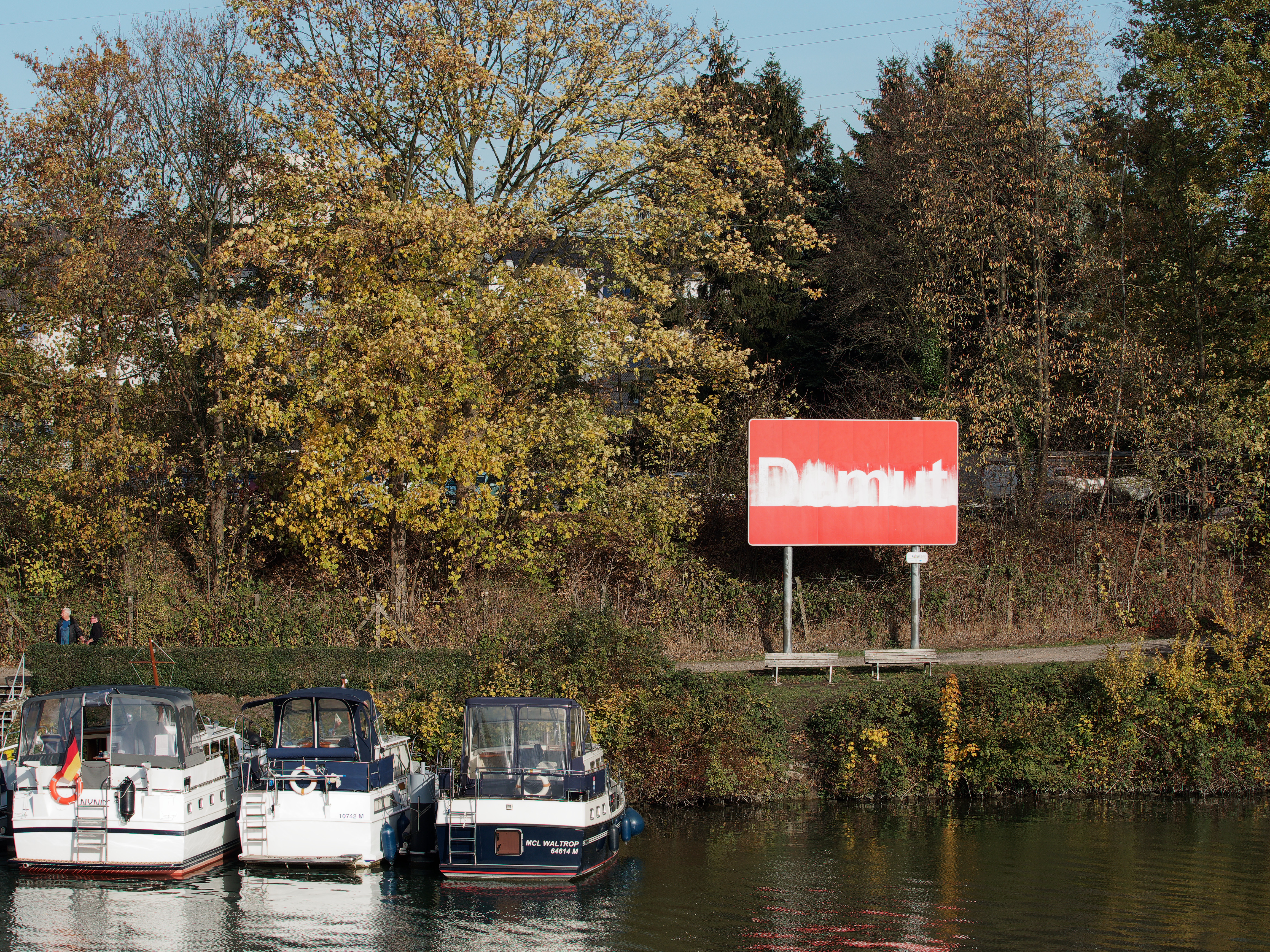
15/15

### 3 – ChorKanal

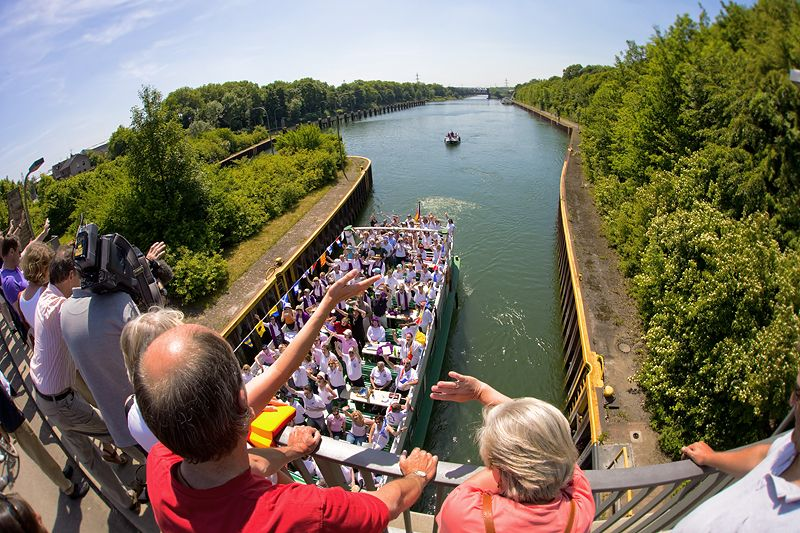
Musik auf dem KulturKanal

Ein weiterer Hauptprogrammpunkt im Kontext des KulturKanals war das Kulturhauptstadtprojekt „!SING – DAY OF SONG“, das am 5. Juni 2010 durchgeführt wurde. Gemeinsam mit Chören am Ufer des Rhein-Herne-Kanals ließen dabei „drei Schiffsparaden mit singender Besatzung“ – flankiert von Sportbooten – einen „ChorKanal“ erklingen. 11 Schiffe waren im Einsatz, u. a. ein Wikingerboot, eine historische Dieselbarkasse, ein kohlebefeuerter Dampfschlepper, ein Boot der Marinekameradschaft und viele Fahrgastschiffe.
Das Besondere am ChorKanal waren auch die vielen Chororte am Kanal. Hier konnten die Chöre zum Teil aussteigen und vor Ort mitsingen oder vom Boot aus das Ufer ansingen. Die Besucher hörten den Gesang auch in den Schleusen. Am späten Nachmittag erreichten die Chorschiffe den Anleger in Gelsenkirchen und gingen von dort aus in die Veltins-Arena, um beim großen Abschlusskonzert mitzusingen.
2012 (02.06.) und 2014 (27.09.) wurde das Projekt !SING – DAY OF SONG weiter geführt. Kulturelle und öffentliche Orte am KulturKanal wandelten sich erneut zu Chororten, historische Schiffe, Kulturschiffe und Fahrgastschiffe mit Chören und Musik an Bord fuhren ebenfalls wieder über den Kanal.

### 4 – Kanal Fahrt

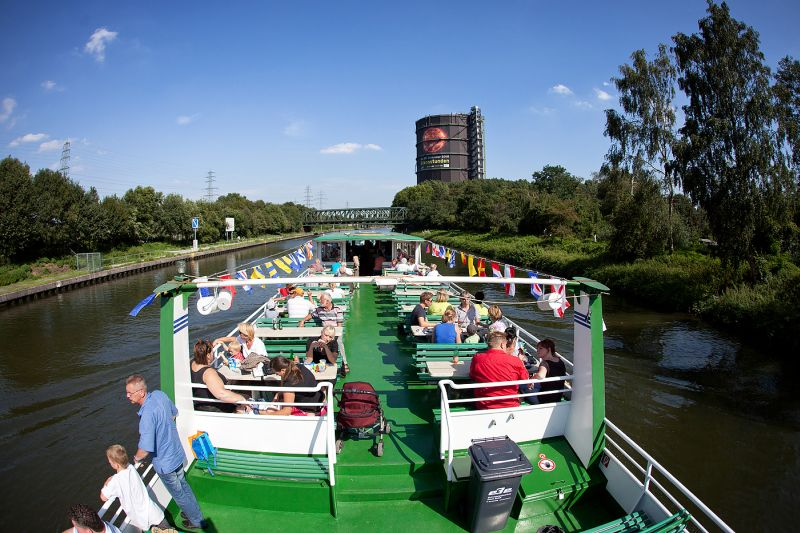
Fahrt auf dem KulturKanal

Langfristiges Ziel aller Anrainerkommunen des Rhein-Herne-Kanals ist die Wasserstraße infrastrukturell zu erschließen und zu einer Kultur- und Touristenachse auszubauen. Das in Herne ansässige Kulturschiff „Friedrich der Große“ konnte 2008 erstmals als Bo(o)tschafter in Diensten der Kulturhauptstadtbewegung beispielsweise Wasserausflüge mit Kabarett, Comedy, Live-Musik, Literatur, Poesie und Schauspiel anbieten. Alle weiteren Fahrgastschiffsbetreiber waren als Kulturschiffe ebenfalls unterwegs. Das Angebot soll weiterhin bestehen bleiben.
Für Sportboottouristen wurde ein neuer Wasserwanderrastplatz im Stadthafen Recklinghausen geschaffen. Neue Anleger für die öffentliche Fahrgastschifffahrt sorgen für eine lückenlose Verbindung zwischen den Städten.

### 5 – FilmSchauPlätze 2010

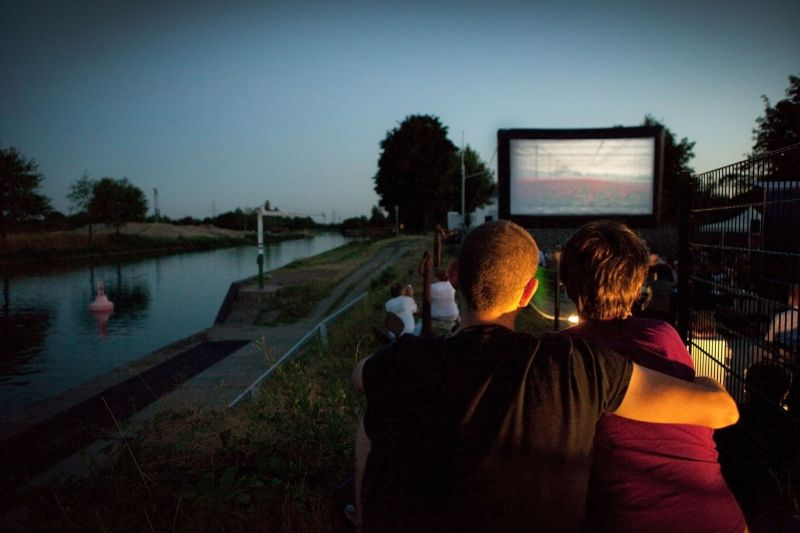
Filme am KulturKanal

An besonderen Orten des Kanals fand im Sommer, direkt am Wasser und unter freiem Himmel, Open-Air Kino statt. Zu den als FilmSchauPlätzen gekennzeichneten Veranstaltungsorten entlang des Rhein-Herne-Kanals zählten unter anderem das Stadion Niederrhein, das neu gestaltete Außengelände der Künstlerzeche Unser Fritz 2/3 Herne, der Stadthafen Recklinghausen, die Wartburginsel oder der Hafen Datteln. Organisiert und durchgeführt wurde die FilmSchauPlatz-Reihe von der Filmstiftung NRW und den Partnern vor Ort.
Seitdem finden immer wieder FilmSchauPlätze auch am KulturKanal statt, unter anderem 2012 an der Herner Künstlerzeche Unser Fritz 2/3 und am Bootshaus Bottrop, sowie 2014 am Dattelner Hafen und im BernePark Bottrop.

### 6 – KanalRast

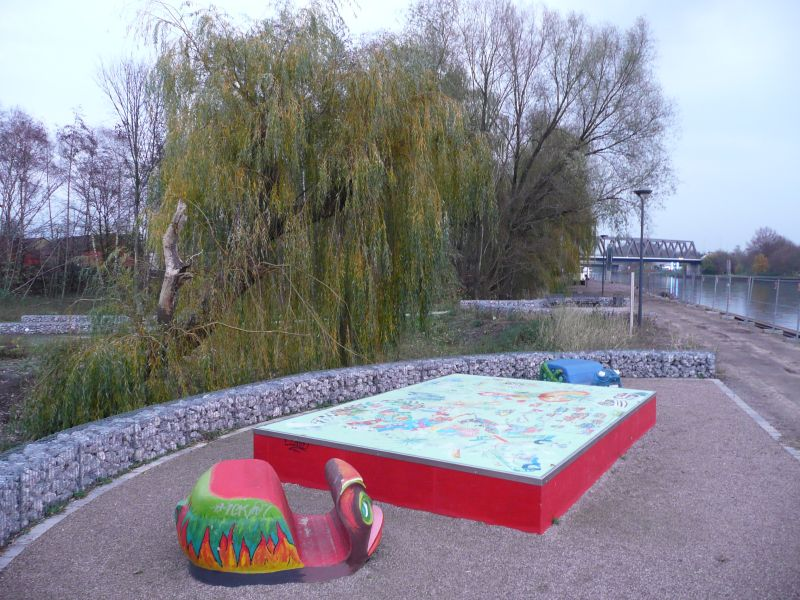
Einer der Rastplätze

2010 wurden fünf künstlerisch gestaltete Picknickareale, entworfen von der Herner Künstlerin Beate Matkey, errichtet. Ihr Erkennungsmerkmal ist ein fest installierter Sonnenschirm und eine auf den jeweiligen Ort bezogene Picknickdeckengestaltung. Die Picknickareale dienen dauerhaft als Treffpunkte der Kulturen im Emschertal und sind 15 m² groß. An folgenden Orten kann man diese finden:
- im Gelsenkirchener Nordsternpark (die „Emscherbruch – 4 Jahreszeitendecke“),
- in Recklinghausen/Castrop-Rauxel Pöppinghausen (die „musikalische Inseldecke“),
- in Gelsenkirchen Veltins-Arena Nähe Sutumer Brücke („die Ballsportdecke“),
- an der Gelsenkirchener Brücke an der ZOOM-Erlebniswelt (die „Nasobemdecke“), sowie
- die „Kirmissagedecke“ im Kulturpark Unser Fritz 2/3, Herne neben dem Anleger

Weitere neue Verweilplätze sind der Ebeler Balkon und der Neandertalerrastplatz in Bottrop oder das neu gestaltete Brückenufer im Stadtquartier Graf Bismarck.

### 7 – Extraschicht / Nacht der Industriekultur

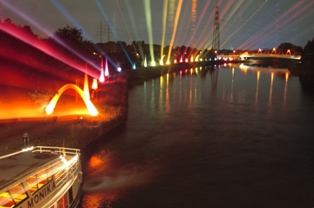
Der KulturKanal bei der ExtraSchicht 2008.

Kulturschiffe pendeln seit 2008 zwischen den ExtraSchicht-Spielorten am Kanal, zwischen Schloss Oberhausen, Nordsternpark Gelsenkirchen, dem Umspannwerk Recklinghausen (mit dem Museum Strom und Leben) am Stadthafen Recklinghausen und dem Areal der Künstlerzeche Unser Fritz 2/3 in Herne.

### 8 – Kinder am Kanal
Vom 15. Juli bis 1. August 2010 ermöglichte eine Workshopreihe unter dem Titel „Wasser verbindet“ Kindern aus Stadtteilen in Oberhausen, Bottrop, Gelsenkirchen, Recklinghausen und Herne, durch die der KulturKanal fließt, ihren Lebensraum neu zu erfahren. In Camps entlang der Wasserstraße konnten sie ihre städtische Umgebung dabei auf spielerische und künstlerische Art und Weise neu entdecken. Neben einer gemeinsamen Schifffahrt und einem Abschlussfest im Nordsternpark wurden Workshops angeboten, die vom Bau von phantasievollen schwimmenden Objekten, über Open-Air-Malerei bis hin zur Kunsttour von Münsteraner Kunststudenten mit den Kindern reichten.
Das Projekt „Kinder am Kanal“ ist in den Folgejahren verstetigt worden und wurde jährlich mit wechselnder Beteiligung der Anrainerkommunen durchgeführt, seit 2014 im Rahmen des Kulturrucksacks NRW. 2014 fanden Workshops und Aktionen in Gelsenkirchen, Recklinghausen und Herne statt mit einem Abschlussfest am Museum Strom und Leben und gemeinsamer Schifffahrt.

### 9 – Kulturschiffe

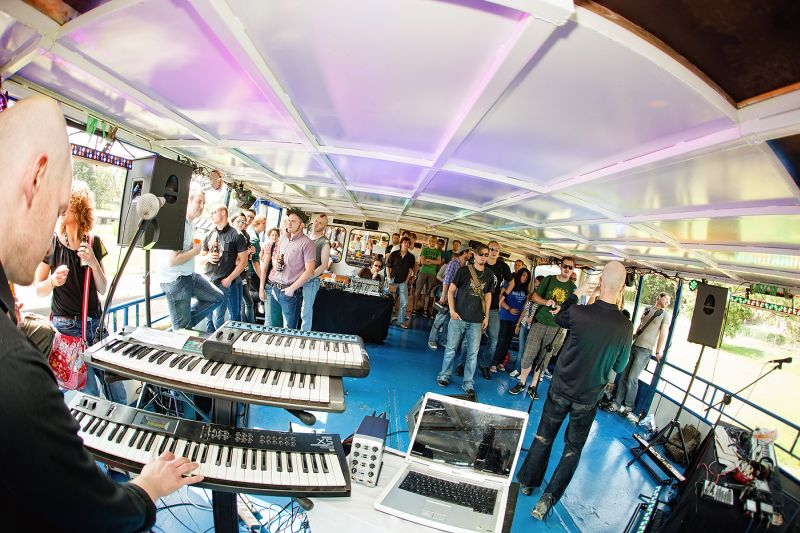
Rock auf dem KulturKanal

Auf Kulturschiffen wurden Gäste mit Musik, Theater, Comedy, Literatur und Film über den KulturKanal befördert. Kinoschiffe zeigten die Filmkultur aus dem Ruhrgebiet. Für Kinder gab es ein Kinderkinoschiff. Das Open-Air-Festival OLGAS ROCK im August 2010 begann mit einer Schifffahrt von Musikern und Fans zum Festivalgelände.
Jährlich werden seitdem Kulturschiffe zu verschiedenen kulturellen Sparten auf dem KulturKanal angeboten. Insbesondere interkulturelle Themen stehen im Vordergrund.

### 10 – Weitere Attraktionen: Eröffnung und Abschlussfest

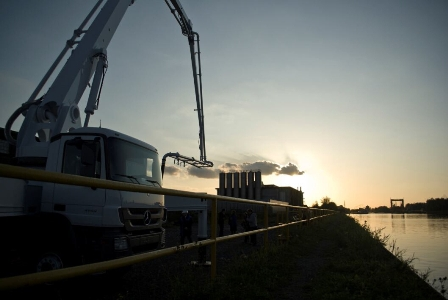
Test zum KulturKanal-Projekt Schwingungen.

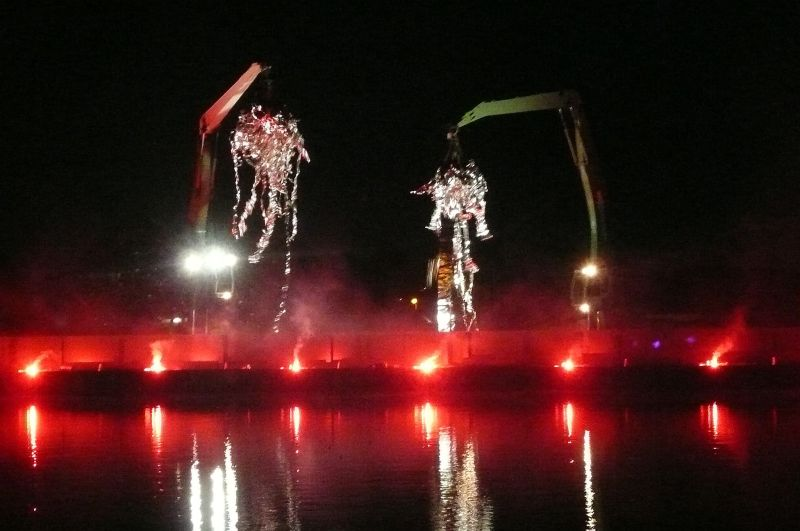
Aufführung

Eine Wasserinszenierung und Musik im neu gestalteten Stadthafen Recklinghausen bildeten am 20. März 2010 den Auftakt zu dieser Veranstaltungsreihe. Dabei entsandten 10 Städte ihre „Botschafter“ unter dem Motto „ZEHN FAHREN MIT“ zur Eröffnungsveranstaltung nach Recklinghausen.
Die Abschlusswoche begann am 26. September 2010 gemeinsam mit dem Lichtkunstprojekt "Ruhrlights: Twilight Zone" im Duisburger Innenhafen mit begehbaren Lichtarchitekturen und multimedialen Performances. Das Abschlussfest bot zudem ein Konzert mit einem kleinen Ensemble der Duisburger Philharmoniker auf dem Wasser. Danach startete ein DJ-Set von Sebastian Maier aka Sola Plexus in der Lichtarchitektur von Modulorbeat. Hier wurden eigens komponierte Sounds aus der Region des KulturKanals hörbar. Weiterhin präsentierte sich der KulturKanal mit einer Retrospektive aus Film- und Fotomaterial im Treppenhausturm im „Garten der Erinnerung.“
Als Schlusspunkt des KulturKanals 2010 wandelte der Herner Klangkünstler Christof Schläger am 1. Oktober 2010 mit seinem Projekt SCHWINGUNGEN auf dem Betriebsgelände des STEAG-Kraftwerks ursprünglich technische Signalgeber von Schiffen in futuristische Klangobjekte und einte sie zu einem Orchester. Durch die enorme Lautstärke der dabei verwendeten Schiffshörner entstand ein halbstündiges musikalisches Spiel mit der Struktur des Landschaftsraumes. Begleitet wurden die Klanghörner von einem „Ballett von Betonpumpen“ in einem choreographierten Bewegungsablauf.

## Maßnahmen nach 2010
Der KulturKanal wird seit 2012 unter der Federführung des Regionalverbandes Ruhr (RVR) im Rahmen des Förderprogramms Erlebnis.NRW verstetigt und zu einer nachhaltigen Erlebnis- und Touristenpassage ausgebaut. Die touristische Inwertsetzung basiert auf verschiedenen Maßnahmen.
2014 wurde im Rahmen einer Neuauflage des Radführers KulturKanal aus der Nord- und Südroute eine durchgängig befahrbare, 86 Kilometer lange Hauptroute direkt am Kanalufer entwickelt. Die Streckenführung orientiert sich an freigegebenen Fahrradwegen am Ufer und führt zum größten Teil über die Betriebswege des Wasser- und Schifffahrtsamt Duisburg-Meiderich direkt am Wasser entlang.
Der Internetauftritt des Projekts wurde weiter entwickelt, überarbeitet und konzipiert als touristische Webseite. Zentrales Element des neuen Online-Auftritts kulturkanal.ruhr ist eine interaktive Karte mit GPS-Track, die alle Informationen zu Sehenswürdigkeiten, Kunstwerken, Freizeitmöglichkeiten, Veranstaltungen, Gastronomien und Übernachtungsunternehmen bietet. Alle Orte werden mit Text und Bild vorgestellt und zur Orientierung direkt in der Karte markiert. Ein Veranstaltungskalender informiert über Touren, Programme und Angebote entlang des KulturKanals.

## Jubiläum 100 Jahre Rhein-Herne-Kanal
2014 wurde der Rhein-Herne-Kanal, das Herzstück des KulturKanals, 100 Jahre alt. Zum Jubiläum veranstaltete das Netzwerk KulturKanal ein ganzjähriges Festprogramm. Über 120.000 Besucher nahmen die Einladung an und feierten den Kanal auf über 200 Veranstaltungen am und auf dem Wasser.

### Schiffsparade KulturKanal
Mit einer künstlerisch inszenierten Schiffsparade von Gelsenkirchen bis Oberhausen, an der rund 20 Fahrgastschiffe, WSA-Arbeitsschiffe, historische Schiffe und Motorsportboote teilnahmen, wurde das Jubiläumsjahr und die Fahrgastschiffsaison am KulturKanal eröffnet.

### Aktionstag KanalLeben
Mit einem interkommunalen Aktionstag KanalLeben am 30. August 2014 feierte das Netzwerk KulturKanal das Jubiläum des Rhein-Herne-Kanal gemeinsam mit allen Partnern. Der Kanal wurde an diesem Tag von der Schleuse Duisburg-Meiderich bis zum Alten Schiffshebewerk Henrichenburg in Waltrop für die motorisierte Schifffahrt gesperrt. Wassersportvereine entlang des Kanals stellten in Zusammenarbeit mit dem Netzwerk KulturKanal ein interaktives Programm zusammen mit Spiel, Sport, Picknick, Mitmach-Aktionen, Live-Musik, Theater und Kabarett.

### Outdoor-Ausstellung „Zeitfenster“
Eine Outdoor-Ausstellung des Wasser- und Schifffahrtsamt Duisburg-Meiderich präsentierte unter dem Titel „Zeitfenster“ unter rund 50 Brücken des Rhein-Herne-Kanals ausgewählte historische Fotos mit Kanalmotiven von 2014 bis heute. Das Projekt wurde kuratiert und umgesetzt von der Künstlerin Billie Erlenkamp. Unterstützt wurde es durch die Fotoarchive des Ruhr Museum und der Anrainerstädte des Rhein-Herne-Kanal sowie durch das WDR-Projekt Digit.

## Veranstalter und Förderer
Träger des Projektes KulturKanal ist der Regionalverband Ruhr im Verbund mit den zehn Anrainerkommunen des Rhein-Herne-Kanals: Duisburg, Oberhausen, Bottrop, Essen, Gelsenkirchen, Herne, Recklinghausen, Castrop-Rauxel, Waltrop, Datteln und den Partnern Wasser- und Schifffahrtsamt Duisburg-Meiderich, Ruhr Tourismus GmbH, Allgemeiner Deutscher Fahrrad-Club NRW e. V. und Emschergenossenschaft
und weiteren regionalen Partnern
Förderer
- Europäische Union (Investition in unsere Zukunft / Europäischer Fonds für regionale Entwicklung)
- Ministerium für Wirtschaft, Energie, Industrie, Mittelstand und Handwerk des Landes Nordrhein-Westfalen

Ehemaliger Veranstalter des KulturKanals war die Stadt Herne im Verbund mit den Anrainerstädten des Rhein-Herne-Kanals
Ehemalige Förderer waren
- RUHR.2010 GmbH (2009 bis 2010)
- Ministerium für Umwelt und Naturschutz, Landwirtschaft und Verbraucherschutz des Landes Nordrhein-Westfalen (2009 bis 2010)
- Ministerium für Bauen und Verkehr des Landes Nordrhein-Westfalen („Soziale Stadt“ und „Kommunaler Radwegebau“)(2009 bis 2010)
- Filmstiftung Nordrhein-Westfalen GmbH (2010)

## Projektbegleitende Institutionen und Partner
- Go Between GmbH (Marketing und Projektbüro für KulturKanal, Radführer, Bilder am Kanal)
- AG Neues Emschertal
- LWL-Industriemuseum Schiffshebewerk Henrichenburg
- Museum Strom und Leben
- Billie Erlenkamp
- raumlaborberlin und Erik Göngrich
- Agentur Sehsternchen
- Blicke – Filmfestival des Ruhrgebiets (Klack Zwo B e. V.)
- Stadtteilbüros „Soziale Stadt“ in Oberhausen-Lirich / Bottrop-Ebel / Herne-Wanne / Recklinghausen-Süd, Kulturwerkstatt und Kindermuseum Bottrop
- Jugendkunstschule Wanne-Eickel e. V.
- Kunststudenten des Basislagers EMSCHERKUNST.2010,
- Kinderland im Nordsternpark Gelsenkirchen
- Jugend Architektur Stadt (JAS e. V.)
- rocko e. V. (OlgasRock)
- EURO ROCK
- Unperfekthaus Essen
- Christof Schläger
- Achim Kubiak (Verlag Edition Rainruhr)
- Ziegenmichel e. V.
- RoomService-Team Herne (Projektautoren Kulturschiffe)